# Phnom Penh
För andra betydelser, se Phnom Penh (olika betydelser).
Phnom Penh (khmer: ភ្នំពេញ [pʰnum pɯɲ]) är huvudstaden i Kambodja. Den är belägen där floderna Mekong, Tonlé Sap och Bassac möts. Phnom Penh är en autonom stad (krong) på ungefär samma administrativa nivå som landets provinser, och folkmängden uppgick till cirka 1,3 miljoner invånare vid folkräkningen 2008.
Staden grundades 1373 i och med byggnationen av templet Wat Phnom. Staden blev landets huvudstad år 1431 då kung Ponhea Yat flyttade dit från Angkor efter att han blivit besegrad av Siam (Thailand). Det kungliga palatset med Silverpagoden byggdes 1866 och det var först då som staden blev en storstad. Under den franska kolonialmakten var Phnom Penh känd som Asiens pärla. Staden blev huvudstad i det självständiga Kambodja år 1953. År 1975 fördrevs stadens då två miljoner invånare, varav cirka 1 miljon flyktingar, av Röda khmererna efter att de intagit staden. Befolkningen började återvända efter att Röda khmererna krossats av vietnameserna år 1979.
Sedan Röda khmerernas fall har Phnom Penh växt och på senare år[när?] blivit ett turistmål vilket fått många av stadens näringar att öka. Sevärdheter, förutom ovanstående, inkluderar nationalmuseet, Choeung Ek (Röda khmerernas avrättningsplats utanför staden), Tuol Slengmuseet (tidigare S-21 Tuol Sleng, fängelse från Röda khmerernas tid) och Wat Ounalom.

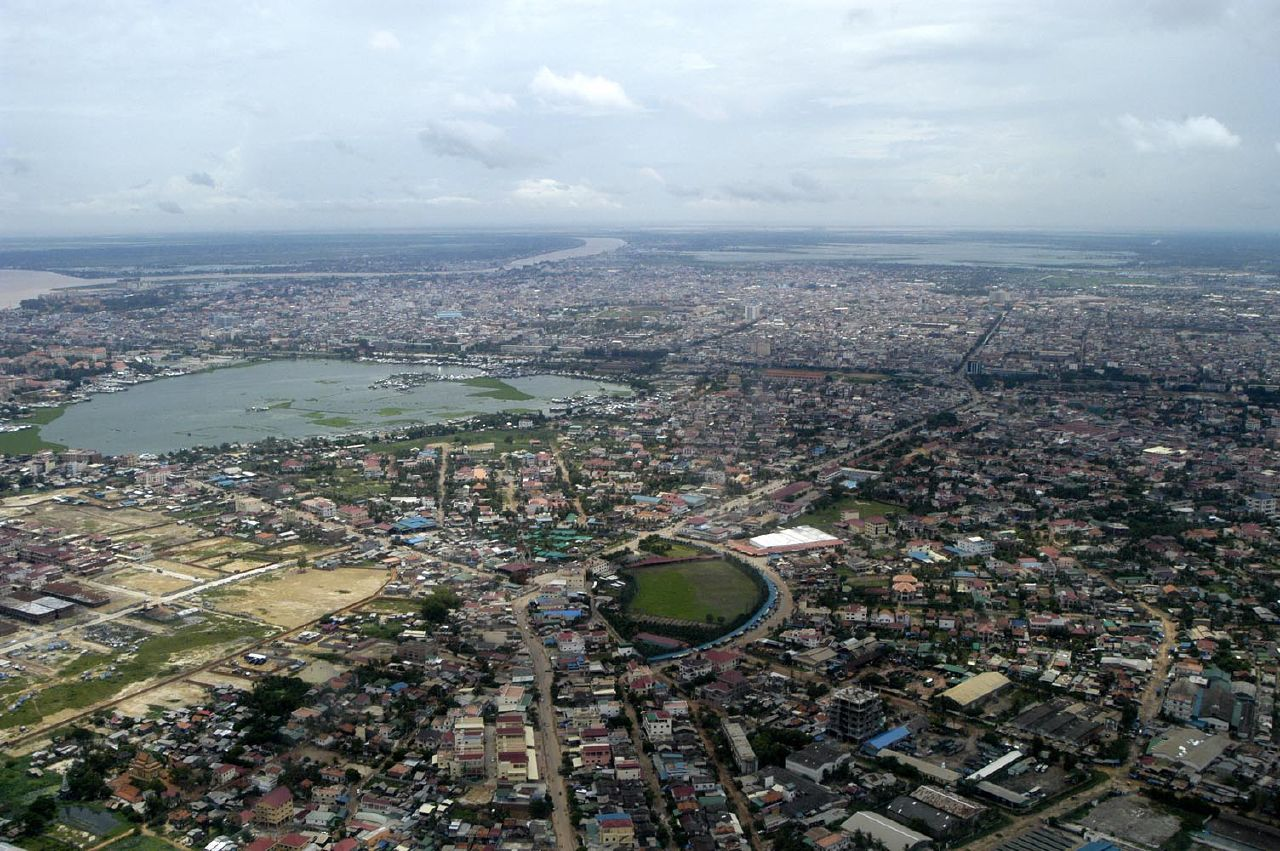
Flygfoto över Phnom Penh, 2005. I bakgrunden syns floden Mekong.

## Historia
Enligt legenden grundades staden när en gammal kvinna som hette Penh hittade fyra bilder av Buddha vid Mekongfloden. Hon förvarade dem på en kulle (Phnom), och runt kullen växte staden fram. Staden döptes därför till Penhs kulle (Phnom Penh). Staden blev huvudstad på 1440-talet när Angkor övergavs. Motiven för flytten kan ha varit Phnom Penhs bättre läge, centralt och där tre floder möts vilket underlättade handel med Laos och Kina, och dessutom längre från det största hotet Ayutthaya. På 1500-talet gynnades staden av den ökade handeln och kinesiska och indonesiska handelsmän slog sig ned i staden. Krig med Vietnam gjorde att man förlorade kontakten med havet och 1772 brände Thailand ned staden. Fransmännen tog kontroll 1863 och byggde ut staden med vägar och kanaler. 
Befolkningen växte till 500 000 i början av 1970-talet och ökade på grund av flyktingströmmar som följde på Vietnamkriget. När röda khmererna tog makten avrättades många av stadens invånare, framför allt de som hade utbildning. När staden befriades efter kambodjansk-vietnamesiska kriget ökade befolkningen igen successivt.

## Geografi och klimat
Staden är uppdelad i åtta distrikt (khan), som i sin tur är uppdelade i 76 kommuner (sangkats). Distrikten är Chamkar Mon, Dangkao, Doun Penh, Mean Chey, Prampir Meakkakra, Ruessei Kaev, Sen Sok och Tuol Kouk.
Phnom Penh är varm året om med små variationer. Klimatet har en torrperiod från november till april och en regnperiod från maj till oktober. Varmast är mars till maj, medan de svalaste månaderna är november till februari. Mest regn faller från september till oktober, torraste månaderna är januari och februari. Vinterperioden har förutom lägre temperaturer också lägre luftfuktighet, vilket gör det den behagligaste perioden för den som vill besöka staden.
Klimattabell 
|                                            | Jan | Feb | Mar | Apr | Maj | Jun | Jul | Aug | Sep | Okt | Nov | Dec |
| ------------------------------------------ | --- | --- | --- | --- | --- | --- | --- | --- | --- | --- | --- | --- |
| Normaldygnets maximitemperaturs medelvärde | 31  | 33  | 34  | 35  | 34  | 33  | 32  | 32  | 31  | 31  | 30  | 30  |
| Normaldygnets minimitemperaturs medelvärde | 22  | 22  | 23  | 24  | 24  | 24  | 24  | 24  | 24  | 24  | 23  | 22  |
|                                            |     |     |     |     |     |     |     |     |     |     |     |     |
| Nederbörd                                  | 8   | 10  | 36  | 79  | 145 | 147 | 152 | 155 | 226 | 251 | 140 | 43  |

| Diagram | temperaturer i °C • månadsnederbörd i mm | temperaturer i °C • månadsnederbörd i mm | temperaturer i °C • månadsnederbörd i mm | temperaturer i °C • månadsnederbörd i mm | temperaturer i °C • månadsnederbörd i mm | temperaturer i °C • månadsnederbörd i mm | temperaturer i °C • månadsnederbörd i mm | temperaturer i °C • månadsnederbörd i mm | temperaturer i °C • månadsnederbörd i mm | temperaturer i °C • månadsnederbörd i mm | temperaturer i °C • månadsnederbörd i mm | temperaturer i °C • månadsnederbörd i mm |
|         | 8 31 22                                  | 10 33 22                                 | 36 34 23                                 | 79 35 24                                 | 145 34 24                                | 147 33 24                                | 152 32 24                                | 155 32 24                                | 226 31 24                                | 251 31 24                                | 140 30 23                                | 43 30 22                                 |

## Turism

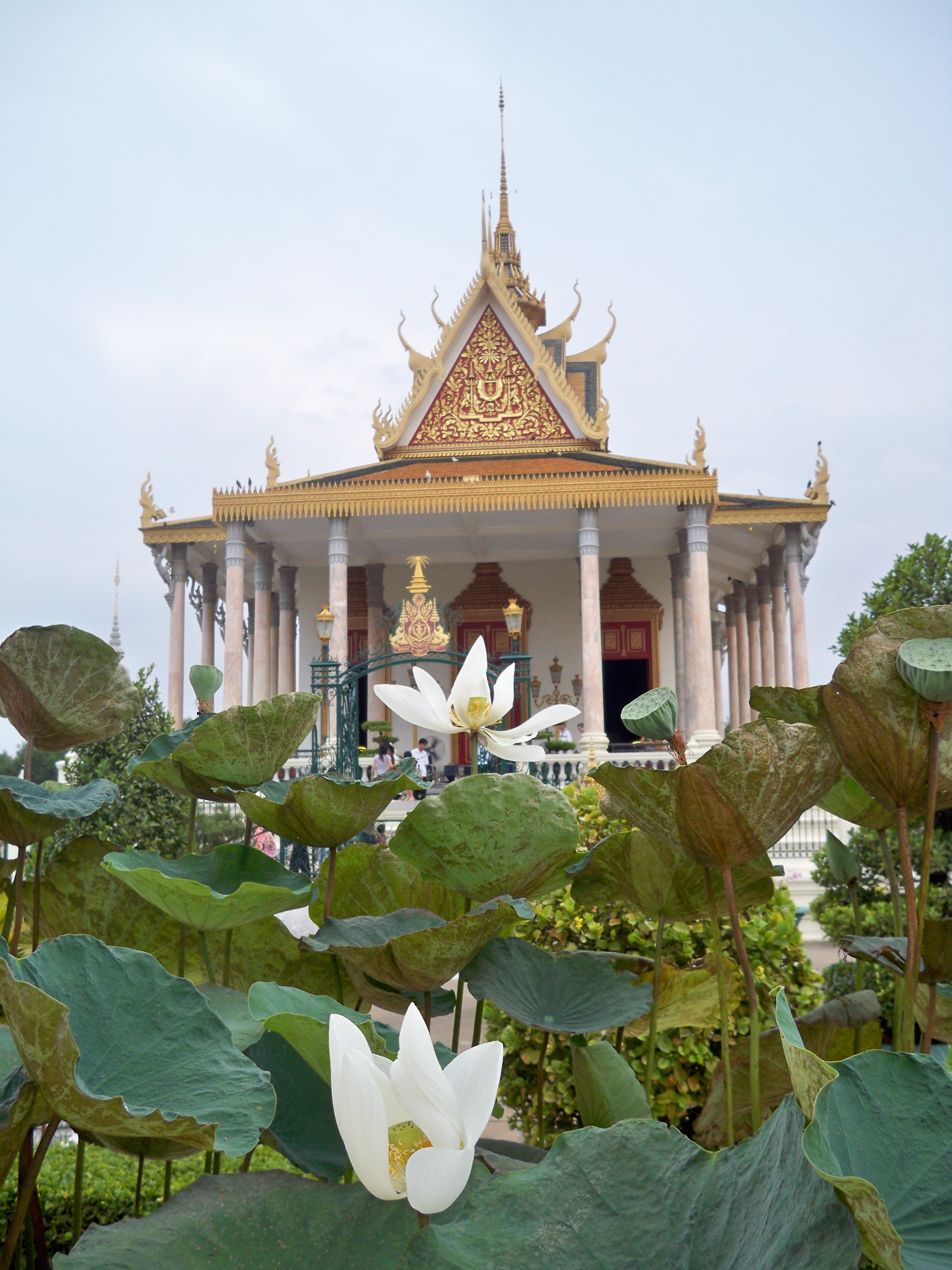
Silverpagoden i Phnom Penh.

Phnom Penhs arkitektur präglas av det franska inflytandet med villor, kyrkor och boulevarder. Många äldre byggnader har renoverats och är idag i bra skick. Bland sevärdheterna finns:
- Silverpagoden i det kungliga palatset, med ett golv bestående av 5 000 silverplattor.
- Wat Phnom-pagoden som är belägen på stadens enda kulle. Pagoden uppfördes 1373 och har därefter återuppbyggts flera gånger, senast 1926. Den ursprungliga byggnaden innehöll fyra avbilder av Buddha som enligt legenden hade hittats av en kvinna vid namn Penh (därav stadens namn) i Mekongfloden.
- Tuol Sleng-museet var en skola som togs över av Pol Pots säkerhetstjänst och gjordes till ett säkerhetsfängelse varifrån många fördes till avrättningsläger. Idag finns här ett museum över Röda khmerernas grymheter.
- Nationalmuseet innehåller skulpturer och keramik från bland annat Funan, Chenla och Angkor.
- Choeung Ek (även känt som Killing fields) är en minnesplats i södra Phnom Penh över Röda khmerernas massmord och systematiska avrättningar.